# Mata-insectes elèctric

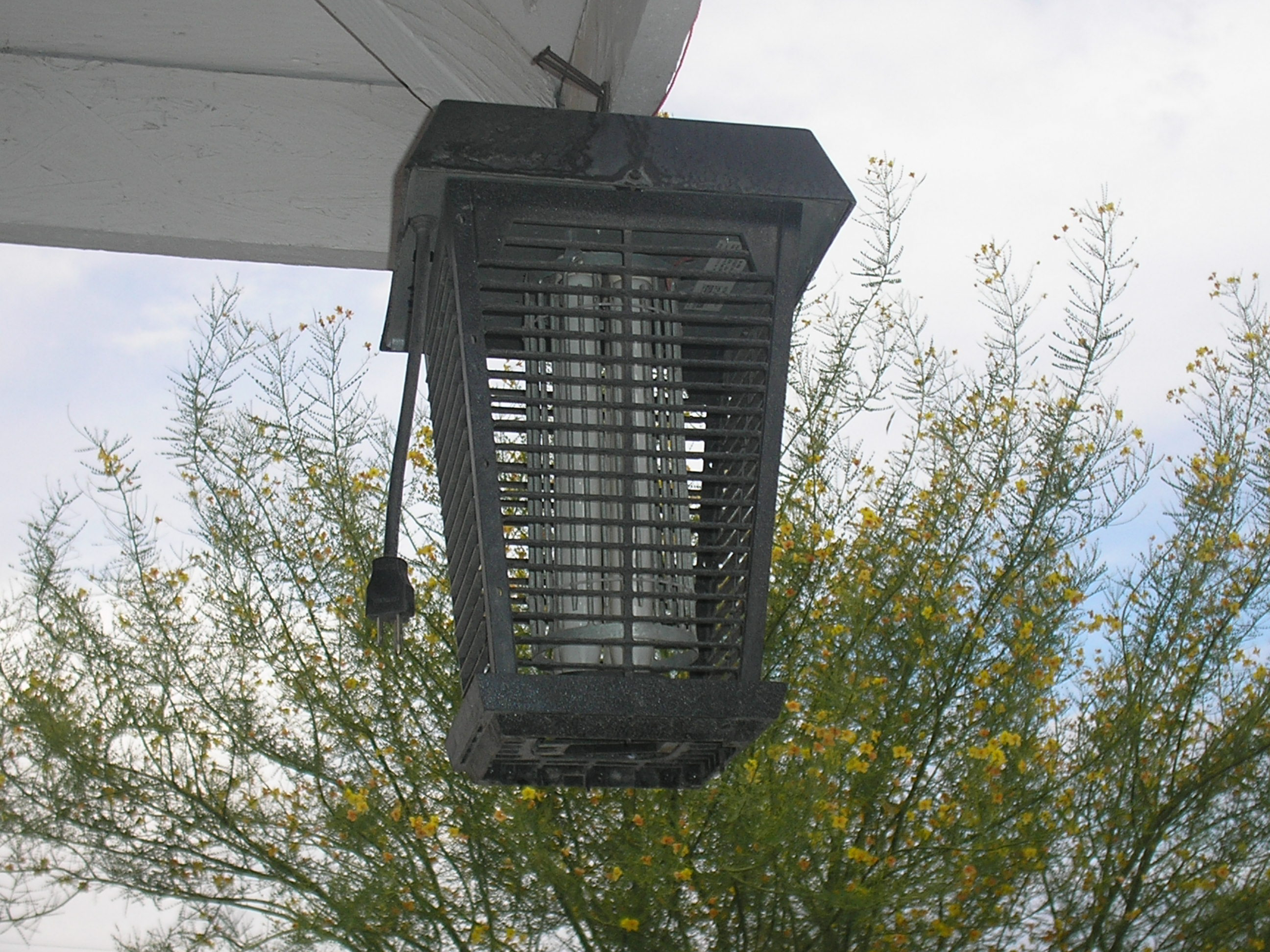
Mata-insectes elèctric d'exteriors

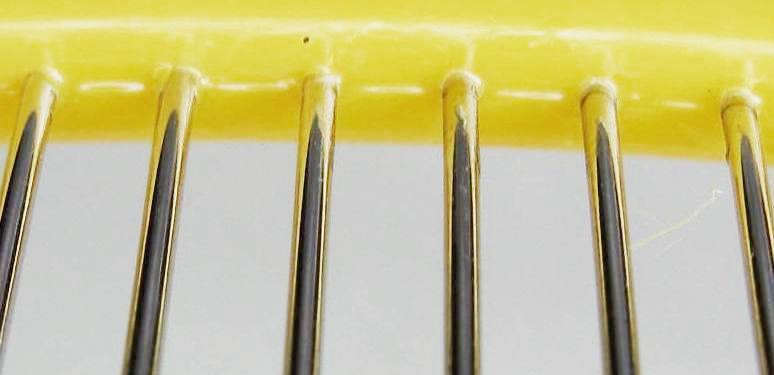
Una capa: Cables parells/imparells amb alta tensió de signe oposat

Un mata-insectes elèctric, insecticida elèctric o exterminador d'insectes, és un dispositiu que atreu i mata als insectes voladors que se senten atrets per una llum i els aplica una descàrrega. Una font de llum (generalment ultraviolada) atreu als insectes cap una reixeta elèctrica, on són electrocutats en tocar dos cables connectats a una font d'alta tensió.

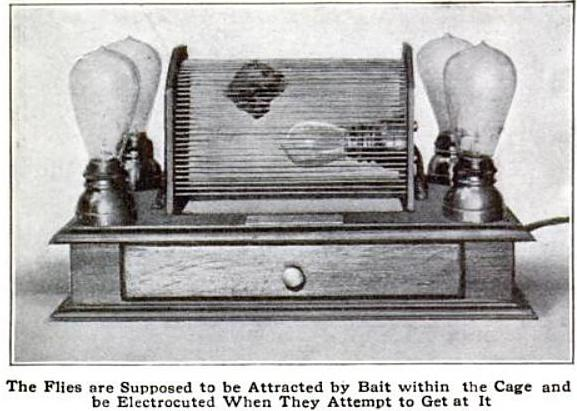
Prototip de mata-insectes ca.1911

## Història
En la seva edició d'octubre de 1911, la revista Mecànica Popular contenia un article mostrant un model de "parany per a mosques" que utilitzava tots els elements d'un modern "exterminador d'insectes", incloent la llum elèctrica i la reixeta electrificada. El disseny va ser construït per dos homes no identificats de Denver l'article afegia que era massa car per ser d'ús pràctic.
Segons l'Oficina de Patents i Marques dels Estats Units, el primer mata-insectes va ser patentat el 1934 per William F. Folmer i Harrison L. Chapin. Se'ls va concedir la patent dels EUA 1.962.439.

## Disseny

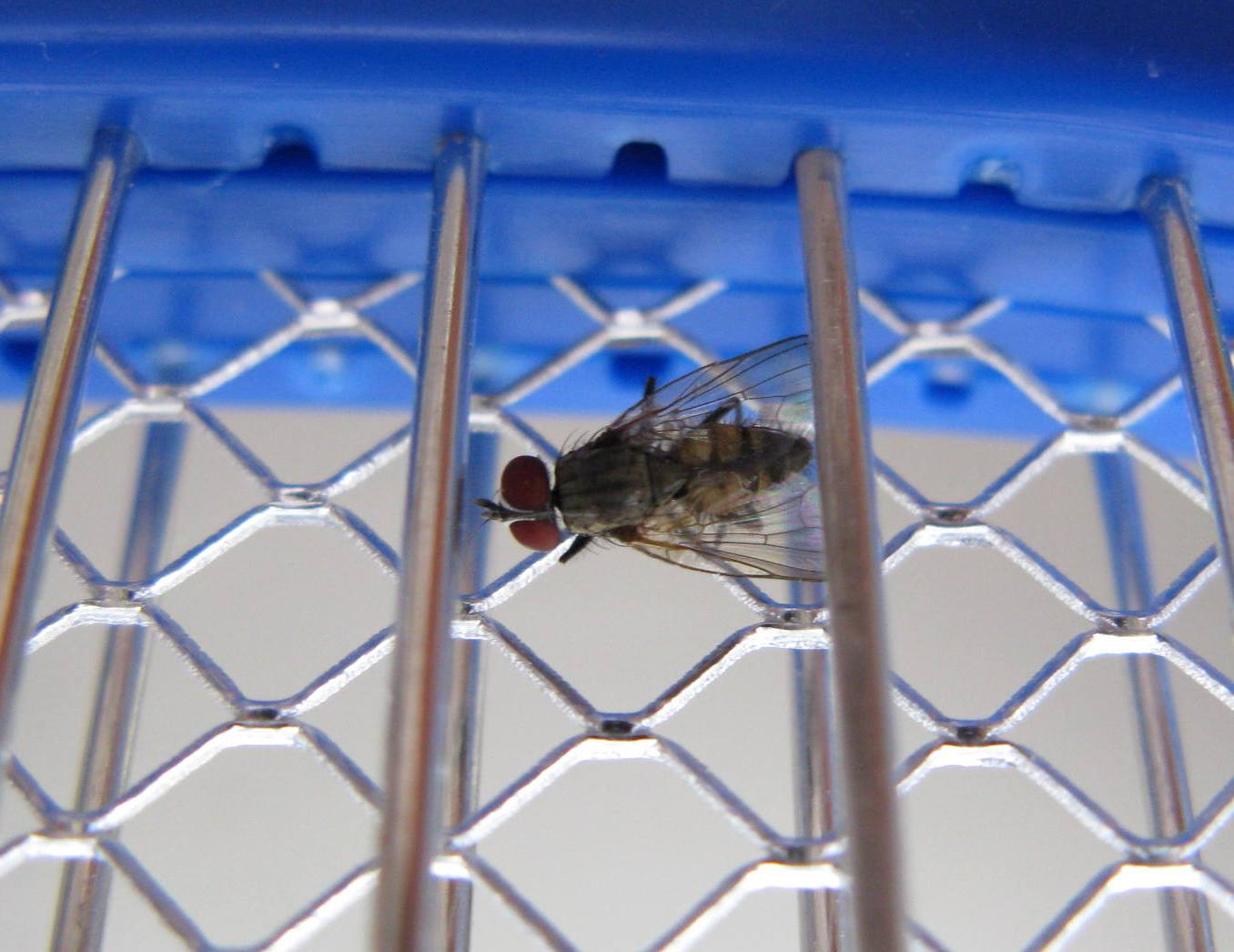
Tres capes: Barres i malla amb alta tensió de signe oposat

Els mata-insectes solen allotjar-se en una gàbia de protecció de barres de metall o de plàstic connectades a terra per evitar que les persones (o animals domèstics) puguin arribar a tocar l'alta tensió. Instal·lada a l'interior hi ha una font de llum, sovint un llum fluorescent dissenyat per emetre llum violeta i ultraviolada, que és visible per als insectes i els atreu. La llum està envoltada per un parell de reixetes de cable conductor nu, intercalades o en espiral. Típicament la distància entre els cables adjacents és d'aproximadament 2 mm (0,079 polzades). Alguns mata-insectes incorporen a part de la llum ultraviolada, un ventilador.

### Inconvenients
- En alguns dispositius, la llum és tan brillant que no poden ser utilitzats a l'interior dels habitatges (principalment en dormitoris).
- També, la substitució del llum ultraviolat (UV) en alguns models no és fàcil, perquè el lloc és difícilment accessible o, de vegades, el llum no utilitza una base de rosca estàndard. No obstant això, altres models utilitzen l'estàndard de rosca I27.[5]

## Matamosques elèctric

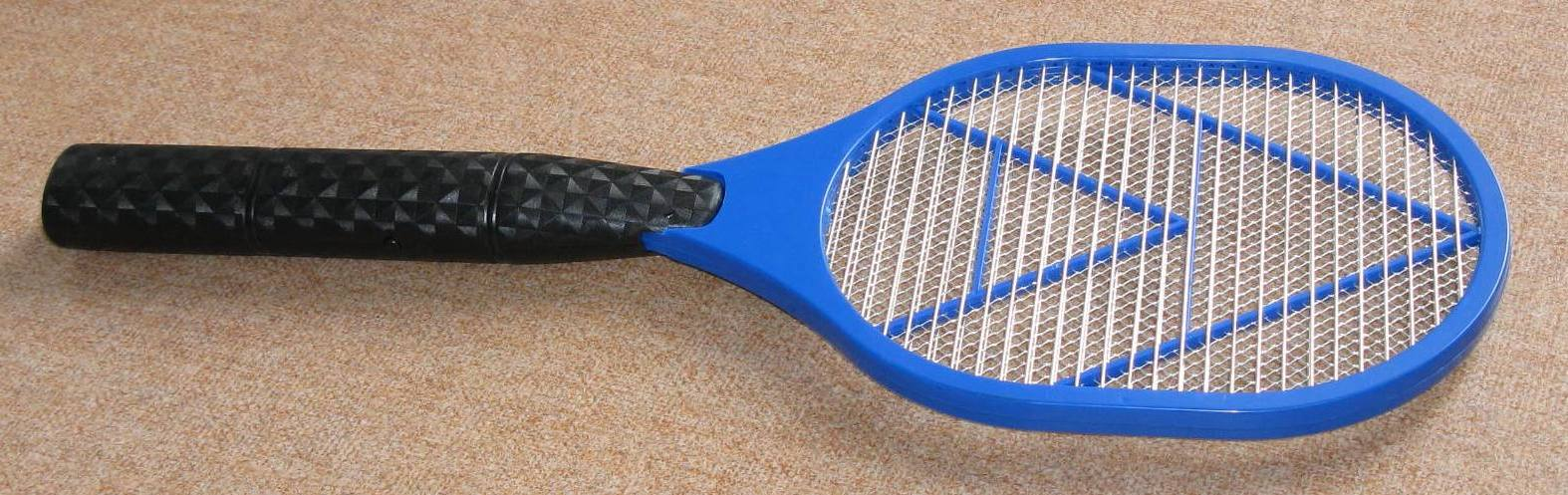
Raqueta matamosques

Les raquetes matamosques, són dispositius portàtils que s'assemblen a les raquetes de badminton o raquetes de tennis, i que últimament s'han fet populars a tot el món. La US Patent 5,519,963, va ser concedida a l'inventor de Taiwan Tsao-i Shih el 1996, per a un dispositiu d'aquest tipus. El mànec conté un generador d'alta tensió alimentat per bateria. El circuit es compon d'un oscil·lador electrònic, un transformador i un multiplicador d'alta tensió, similar al circuit que porta una arma d'electroxoc o una pistola elèctrica, però amb una potència molt menor.
La reixeta del matamosques es carrega elèctricament a un voltatge d'entre 500 a 1500 V DC, que s'activa prement i mantenint premut un botó. Quan el cos elèctricament conductor d'una mosca tanca l'espai entre els elèctrodes, causa un curt circuit que fa saltar una espurna d'un elèctrode a l'altre. Un condensador connectat als elèctrodes es descarrega generant l'espurna, i aquesta descàrrega en general atordeix o mata a la mosca.

## Galeria

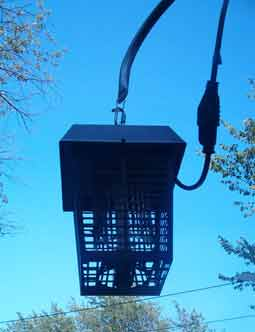
Un mata-insectes elèctric per a exteriors
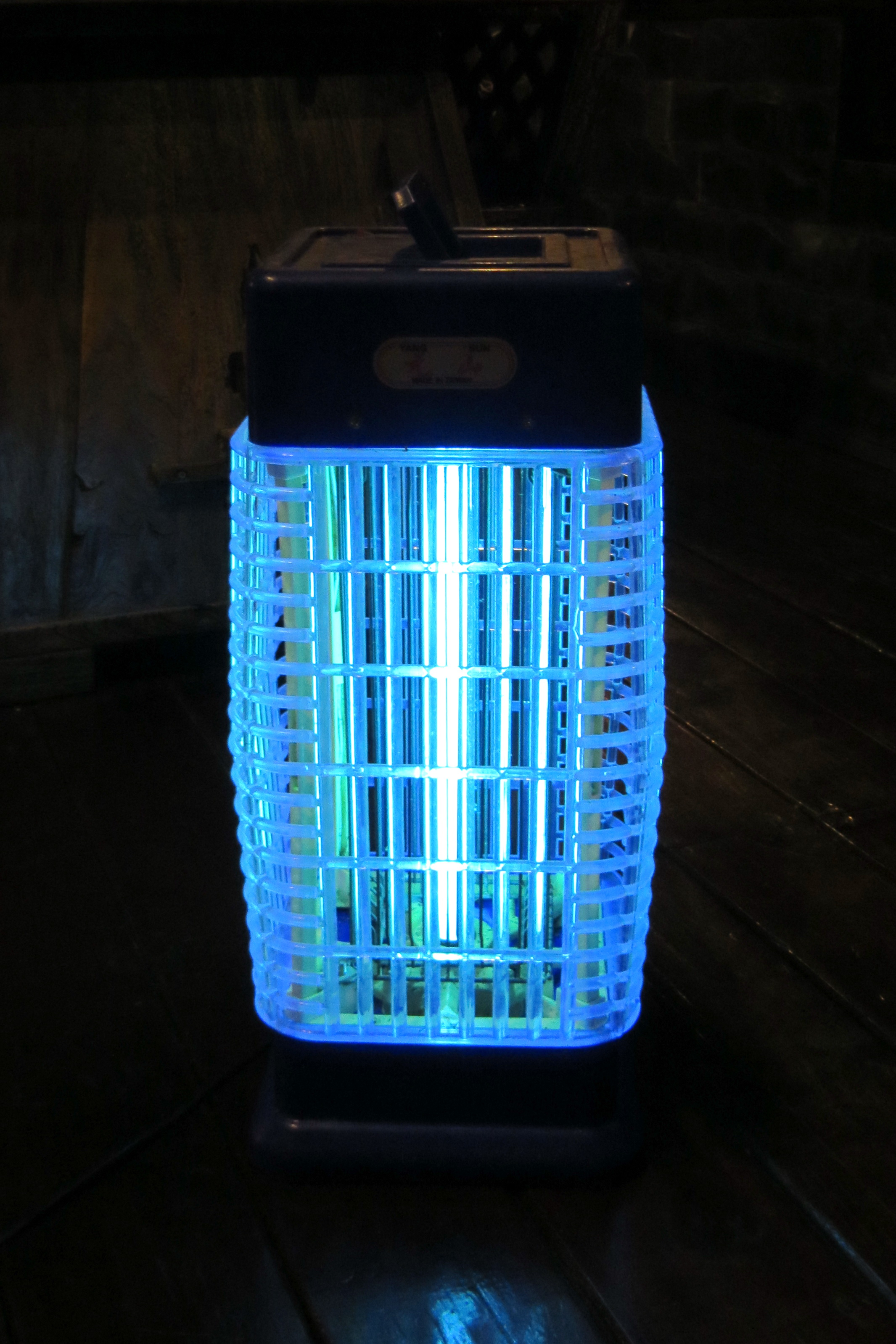
Mata-insectes elèctric per a ús en interiors